# Centris urens
Centris urens là một loài Hymenoptera trong họ Apidae. Loài này được Moure mô tả khoa học năm 2000.